# Francisco Cabral da Silva
Francisco Cabral da Silva (São José de Mipibu, 2 de fevereiro de 1895 — Natal, 24 de abril de 1995), mais conhecido como Chico Cabral, ou simplesmente Cabral, foi um comerciante, industrial, agricultor, pecuarista, músico, professor e político brasileiro.
Exerceu a função de chefe do executivo municipal em São Paulo do Potengi por três distintas ocasiões, ostentando o título de prefeito em uma nomeação e em duas eleições diretas, marcando seu legado como o primeiro prefeito constitucional do município. Posteriormente, desempenhou o papel de 5.º vice-prefeito potengiense durante a gestão do prefeito Antônio Azevedo. Em seguida, foi eleito ao cargo de prefeito em São Pedro, destacando-se como um dos fundadores do município. 

## Biografia
Nascido na Fazenda Jacaré, situada no município de São José de Mipibu, em 2 de fevereiro de 1895, Cabral mudou-se para Natal aos 11 anos de idade, iniciando sua trajetória educacional que o levou a se tornar professor. Sua jornada o conduziu a São Paulo do Potengi em setembro de 1915. Em 27 de junho de 1925, uniu-se em matrimônio com Maria do Carmo Mafra Cabral, carinhosamente conhecida como Carmita. Dessa união, nasceram nove filhos: Maria Ivete, Edmundo, Zélia, Elizabeth, Maria Crinaura, Carmem Lúcia, Isabel Maria, Maria Lúcia e Pedro.

## Vida pública

### Prefeito de São Paulo do Potengi

#### Primeiro mandato
|                        |  |                             |
| Retrato oficial, 1945. |  | Retrato oficial, 1948-1953. |

A sua indicação para exercer o cargo foi de Antônio Fernandes Dantas, interventor federal, que foi jantar na Fazenda Lagoa Nova, a convite do Dr. Juvenal Lamartine, sendo também um dos convidados o Capitão Gadelha, que não desejou comparecer por motivos particulares, pediu a Francisco Cabral para que fosse representá-lo. No cartão de apresentação, que entregou a Cabral, o Capitão Gadelha fazia dois pedidos ao interventor: deixar a prefeitura e autorização para uma viagem ao Rio de Janeiro, onde pretendia fazer um curso de especialização na polícia. Ambos os pedidos foram imediatamente aceitos pelo chefe do Executivo, que disse aos políticos presentes, Juvenal Lamartine, Manoel Gurgel e Ulisses Medeiros, que tratassem de arranjar o substituto, recaindo a escolha no seu nome. Meses depois, tendo Francisco Cabral resolvido filiar-se à UDN, que passou a fazer oposição ao sistema de forças políticas dominantes no Estado, entregou o cargo, que exerceu apenas 2 meses e 6 dias.

#### Segundo mandato
Eleito nas primeiras eleições municipais na cidade em 1948, tornou-se o 8.º prefeito e o primeiro Constitucional tendo como vice-prefeito João Marques pela legenda da UDN. Nos cinco anos da primeira administração como prefeito eleito, foram realizadas obras como: edifício Sede da Prefeitura Municipal. Prédio do Mercado Público de São Pedro. Instalação de uma usina para fornecimento de energia elétrica, no povoado de São Pedro. Conservação de estradas municipais.

#### Terceiro mandato
Tomou posse como o 10.º prefeito em 31 de março de 1958 junto ao companheiro de chapa Amélio Azevedo novamente pela legenda da União Democrática Nacional (UDN). No segundo mandato como prefeito eleito, houve a construção do Grupo Municipal Paulina Nunes de Queiroz, no bairro da Aparecida. Construção do prédio para o serviço de assistência médica. Construção do calçamento da travessa Vicente Ferreira, o 1º trecho de pavimentação da cidade. Desapropriação de casas para o alargamento da rua Otávio Lamartine, na cidade. Desapropriação de casas, em São Pedro, para o alargamento de uma rua. Reconstrução dos cemitérios de São Paulo, São Pedro e Poço Limpo. Construção dos mercados de Riachuelo e Poço Limpo. Construção de cemitério de Canto de Moça (Poço Limpo). Construção do cemitério de Cachoeira do Sapo. Construção de escolas rurais em São Pedro, Lagoa Nova e Canto de Moça.

#### Vice-prefeito
Após seus mandatos como prefeito, se elegeu vice-prefeito na chapa do prefeito Antônio Azevedo pela legenda da ARENA. Empossado em 31 de janeiro de 1969, permaneceu no cargo até 30 de janeiro de 1973.

## Criação da cidade de São Pedro
São Pedro foi povoado de São Paulo do Potengi até o ano de 1962 após um projeto de Lei do deputado Aluízio Bezerra aprovado pela Assembleia Legislativa do Rio Grande do Norte que transformou São Pedro em cidade no dia 11 de maio de 1962. É considerado um dos quatro fundadores de São Pedro na qual foi incentivador, construtor e também prefeito eleito pelo voto direto nas eleições municipais de 1972.

Em um depoimento prestado em 28 de junho de 1989, ele disse:
E, dentro das recordações e certezas, uma me é extremamente cara, a de que São Pedro para mim não é apenas uma cidade, mas uma filha dileta que ajudei a criar.